# سيو وو
سيو وو هي عارضة وممثلة كورية جنوبية، ولدت في 7 يوليو 1985 بسول في كوريا الجنوبية.

## اعمال

### افلام
- باجو (2009)

## وصلات خارجية
- سيو وو على موقع IMDb (الإنجليزية)
- سيو وو على موقع ألو سيني (الفرنسية)
- سيو وو على موقع أول موفي (الإنجليزية)
- سيو وو على موقع قاعدة بيانات الأفلام السويدية (السويدية)
- سيو وو على موقع قاعدة بيانات الفيلم (الإنجليزية)
- سيو وو على موقع كينوبويسك (الروسية)